# 아타얄족

타이야족 거주 지역

아타얄족(Atayal, 중국어: 泰雅族 타이야족[*])은 공인된 타이완 원주민 16개 부족 중 하나이다. 주로 타이완 북부 내륙 지방에 거주한다. 인구는 약 9만 명으로 타이완 원주민 중에서 3번째로 인구가 많다. 자칭은 타얄족(Tayal)으로, 이는 아타얄어로 '사람'을 의미하는 tayal에서 유래했다.

## 같이 보기
- 대만 원주민